# Абисинска мачка
Абисинска мачка је раса домаће мачке за коју се претпоставља да је најстарија раса која је припитомљена и да је потомак свете египатске мачке, мале главе, великих ушију, бадемастих очију и дугог витког тела. Први примерци ове расе стигли су у Европу око 1800. године из Абисиније, по чему је и добила име.
Абисинска мачка има изузетно лепо крзно агути боје, тело је средње величине, ноге су у пропорцији са телом. Полудугодлаки абисинац је сомалска мачка.

## Порекло
Порекло имена везује се за Абисинију (данашњу Етиопију), будући да је у осмој деценији 19. века донета у Европу управо из тих крајева. У том периоду појављују се и први писани извештаји о овој раси мачака. Ипак, савремена генетичка истраживања указују на чињеницу да абисинска мачка порекло води не из Африке, већ из Југоисточне Азије, а ова теорија потврђује се и чињеницом да су примерци абисинске мачке, изложени у Холандији још 30-тих година 19. века допремљени из Индије.

## Изглед
Абисинска мачка је мачка средње величине, чија тежина варира од 2,5 до 4,5кг. Крзно ове врсте је густо и дуж длаке је распоређено више боја, што се назива агути длаком и подразумева светлију боју при корену длаке док је на врху длака тамнија. Може бити бакарно црвена, сребрно сива сиво смеђа или црвенкасто смеђа.